# Колібрі панамський
Колі́брі панамський (Goldmania violiceps) — вид серпокрильцеподібних птахів родини колібрієвих (Trochilidae). Мешкає в Панамі і Колумбії.

## Опис
Довжина птаха становить 8,5-9,5 см, вага 3,4-4,4 г. Самці мають переважно зелене забарвлення, верхня частина головиі спина у них яскраво-сині. Гузка біла. Хвіст каштановий, дещо роздвоєений, стернові пера мають широкі золотисто-бронзові краї. У самиць верхня частина тіла яскраво-зелена, нижня частина тіла переважно біла, горло поцятковане сірими або зеленими плямами, на боках зелені плями. Нижні покривні пера хвоста зелені, на гузці пучки білого пір’я. Хвіст каштановий з широкою бронзово-зеленою смугою і бронзовим кінчиком. Дзьоб прямий, довжиною 18 мм, чорний, знизу рожевий з чорними плямами.

## Поширення і екологія
Панамські колібрі мешкають в центральній і східній Панамі і північно-західній Колумбії, в горах Серро-Азул, Серро-Брюстер, Серро-Бруха, Серро-Малі, Серро-Такаркуна і Серранія-де-Має. Вони живуть в нижньому і середньому ярусах вологих тропічних лісів, на висоті від 600 до 1200 м над рівнем моря. Живляться нектаром квітучих чагарників з родів Salvia, Pachystachys, Palicourea і Psammisia.

## Збереження
МСОП класифікує стан збереження цього виду як близький до загрозливого. Панамським колібрі може загрожувати знищення природного середовища.